# Tordera
Tordera – gmina w Hiszpanii, w prowincji Barcelona, w Katalonii, o powierzchni 84,6 km². W 2011 roku gmina liczyła 16 318 mieszkańców. Położona 64 km od Barcelony i 36 km od Girony na skraju parku przyrody Montnegre.